# Marg Curry
Margaret Jean Curry, coniugata Sihvon, detta Marg (Moose Jaw, 23 luglio 1945), è un'ex cestista canadese.

## Carriera
Con il Canada ha disputato i Campionati mondiali del 1971.
Nel 2019 è stata introdotta nella Saskatchewan Sports Hall of Fame.